# Victória Guerra

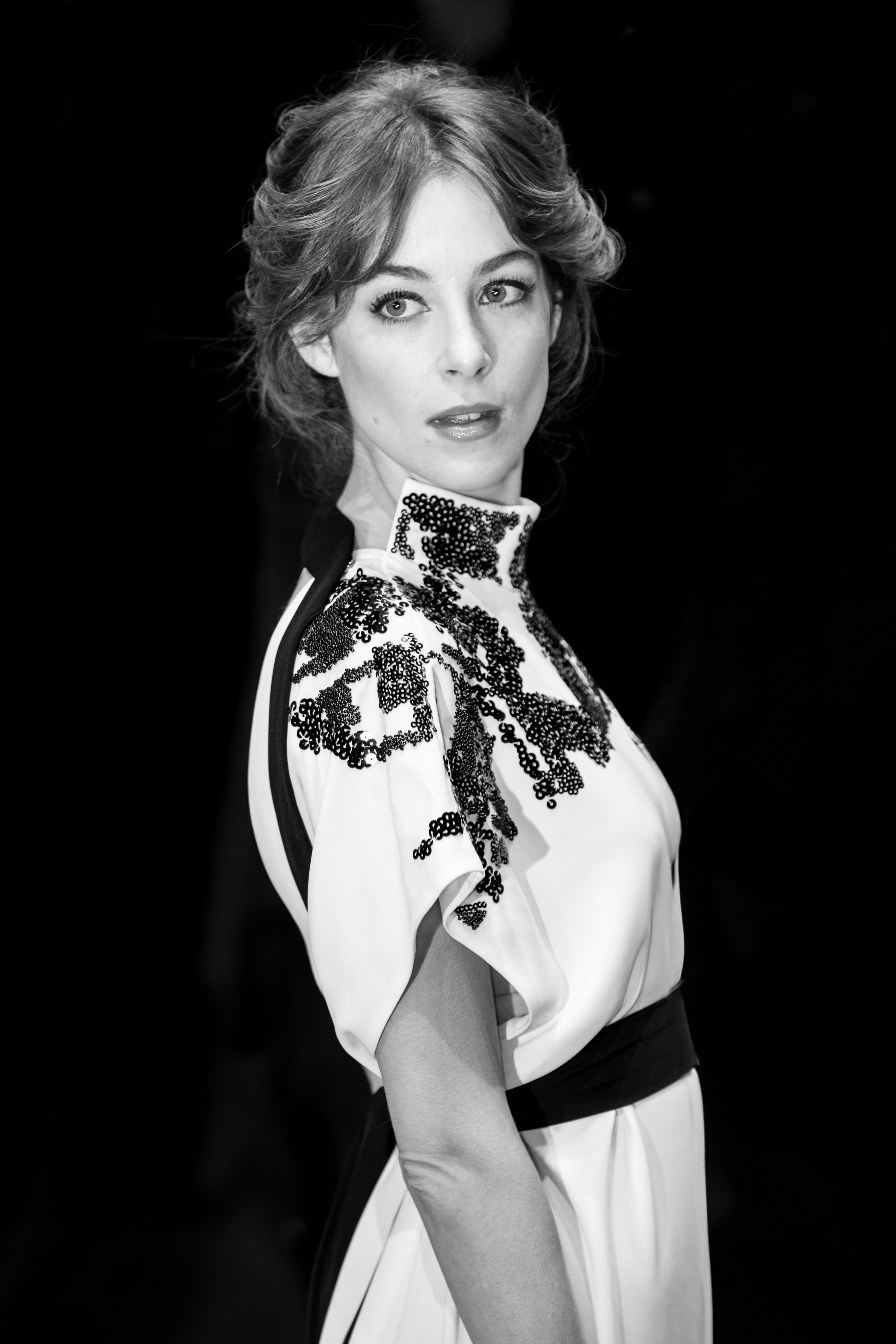
Victória Guerra (2017)

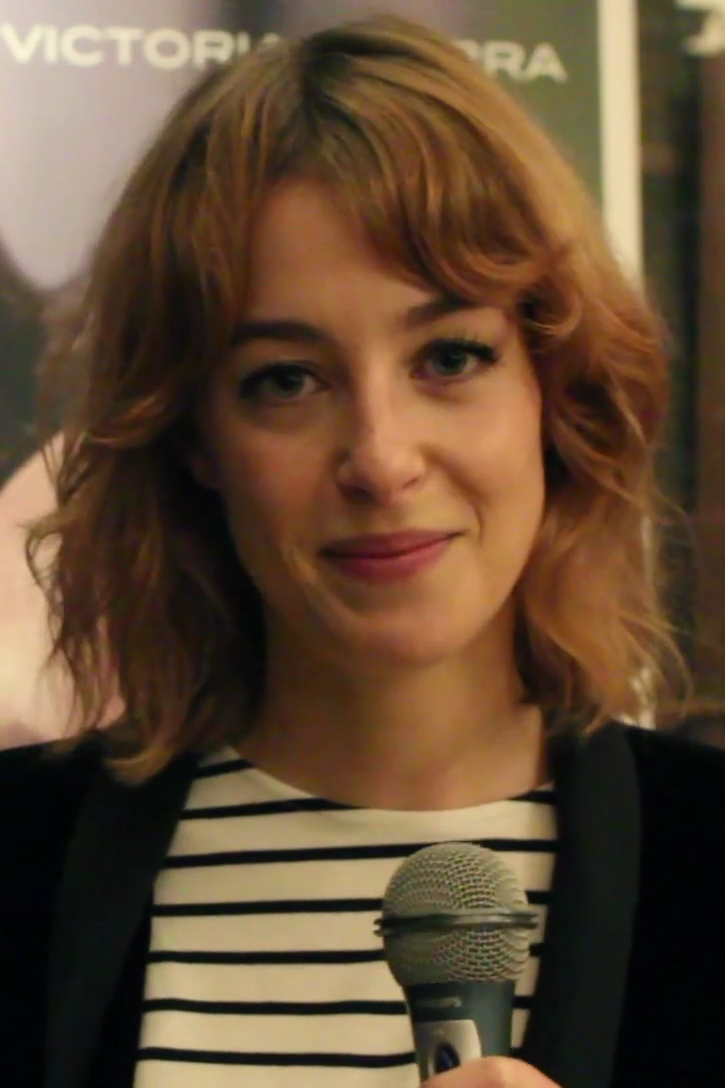
Victória Guerra (2018)

Victória Deborah de Sousa Lark Guerra (* 16. April 1989 in Loulé, Distrikt Faro) ist eine portugiesische Schauspielerin.

## Leben
Sie wurde als Tochter einer Engländerin und eines Portugiesen an der Algarve geboren. Sie ging mit 15 Jahren nach Lissabon und besuchte ein von Nonnen geführtes Gymnasium. Danach studierte sie Journalismus. Mit einer Freundin ging sie zu einem Casting für die erfolgreiche Fernsehserie Morangos com Açúcar. Sie erhielt eine Rolle und wandte sich fortan dem Schauspielberuf zu.
Seither spielte sie in mehreren Fernsehserien mit, darunter die populäre Telenovela Dancin´ Days des Fernsehsenders SIC. Auch in Kinofilmen wirkte Victória Guerra, zu nennen ist hier insbesondere ihre Rolle als Clarissa Warren in der internationalen Produktion Lines of Wellington – Sturm über Portugal. In der Folge nahm ihre Bekanntheit weiter zu. 2012 war sie auf dem Cover der portugiesischen Novemberausgabe des Männermagazins GQ.
2014 hatte der in Lissabon gedrehte Film The Giacomo Variations des österreichischen Regisseurs Michael Sturminger Premiere. Victória Guerra spielt dort an der Seite von John Malkovich, Veronica Ferres, Fanny Ardant und Maria João Bastos.
Neben einer Reihe portugiesischer Fernsehserien, Telenovelas und Kinofilmen, darunter die romantische Musikkomödie Refrigerantes e Canções de Amor (2016) oder auch die Literaturverfilmung O Ano da Morte de Ricardo Reis des Regisseurs João Botelho (2020), trat sie danach auch weiter in einigen international beachteten Produktionen auf, darunter Damian Harris’ Komödie The Wilde Wedding (2017, an der Seite von Glenn Close, John Malkovich und Patrick Stewart), eine Folge der arte-Reihe Paare (2017, zusammen mit Sibel Kekilli), der Fernsehmehrteiler Land im Sturm (2019) oder auch das brasilianisch-portugiesische Historiendrama Pedro (2021).

## Filmografie (Auswahl)
- 2006–2007: Morangos com Açúcar (TV-Serie)
- 2007–2008: Fascínios (TV-Serie)
- 2008–2009: Flor do Mar (TV-Serie)
- 2010–2011: Mar de Paixão (TV-Serie)
- 2011: Yakun (Kurzfilm); R: André Badalo
- 2011: Catarina e os Outros (Kurzfilm); R: André Badalo
- 2012: Video Vigilância (Fernsehfilm); R: Francisco Fernandes Ferreira
- 2012: O Outro Lado da Mentira (Fernsehfilm); R: António Figueirinhas
- 2012: Lines of Wellington – Sturm über Portugal (Lines of Wellington); R: Valeria Sarmiento (als As Linhas de Torres Vedras auch TV-Mehrteiler)
- 2012–2013: Dancin´ Days (Telenovela)
- 2013: Odisseia (TV-Mehrteiler)
- 2013: Real Playing Game; R: Tino Navarro, David Rebordão
- 2013: Sol de Inverno (TV-Serie)
- 2014: The Giacomo Variations; R: Michael Sturminger
- 2015: Cosmos; R: Andrzej Żuławski
- 2016: Refrigerantes e Canções de Amor; R: Luís Galvão Teles
- 2016–2017: Amor Maior (Telenovela)
- 2017: Paare (eine Folge der arte-Reihe, zusammen mit Sibel Kekilli)
- 2017–2018: País Irmão (TV-Serie)
- 2017: The Wilde Wedding; R: Damian Harris
- 2018: Das schwarze Notizbuch (Le Cahier noir), (Caderno Negro)
- 2018–2019: Alma e Coração (Telenovela)
- 2018–2022: Três Mulheres (TV-Serie)
- 2019: Variações; R: João Maia
- 2019: Land im Sturm (A Herdade, auch TV-Serie); R: Tiago Guedes
- 2020: O Ano da Morte de Ricardo Reis; R: João Botelho (2022 auch TV-Mehrteiler)
- 2020: A Generala (TV-Mehrteiler)
- 2020–2021: Auga Seca (TV-Serie)
- 2021: Pedro; R: Laís Bodanzky
- 2021: Glória (TV-Serie)
- 2022: All unsere Dämonen (Os Demónios do Meu Avô); R: Nuno Beato
- 2022: O corpo aberto
- 2022: Santo (TV-Serie)
- 2022: 1936 – O Ano da Morte de Ricardo Reis (TV-Serie)
- 2023: The Nothingness Club – Não Sou Nada; Regie: Edgar Pêra
- seit 2023: Papel Principal (TV-Serie)
- 2024: The Worst Man in London (O Pior Homem de Londres)
- 2024: Cartas Telepáticas
- 2024: Sonhar com Leões
- seit 2024: A Promessa (TV-Serie)